# Robert Horton Cameron
Robert Horton Cameron (1908 — Minnesota, 1989) foi um matemático estadunidense.

## Publicações selecionadas
- «Almost periodic transformations». Trans. Amer. Math. Soc. 36 (2): 276–291. 1934. MR 1501742
- «Implicit functions of almost periodic functions». Bull. Amer. Math. Soc. 40 (12): 895–904. 1934. MR 1562996
- com Norbert Wiener: «Convergence properties of analytic functions of Fourier–Stieljes transforms». Trans. Amer. Math. Soc. 46: 97–109. 1939. MR 0000072
- com W. T. Martin: «Transformations of Wiener Integrals under Translations». The Annals of Mathematics. 45 (2): 386–396. 1944. JSTOR 1969276 (2nd most cited of all Cameron and Martin's papers)
- com W. T. Martin: «The Wiener measure of Hilbert neighborhoods in the space of real continuous functions». J. Math. Phys. Mass. Inst. Tech. 23 (4): 195–209. 1944. MR 0011174
- com W. T. Martin: «Transformations of Wiener integrals under a general class of linear transformations». Trans. Amer. Math. Soc. 58: 184–219. 1945. MR 0013240
- com W. T. Martin: «Evaluation of various Wiener integrals by use of certain Sturm–Liouville differential equations». Bull. Amer. Math. Soc. 51 (2): 73–90. 1945. MR 0011401
- com W. T. Martin: «The orthogonal development of non-linear functionals in series of Fourier–Hermite functionals». The Annals of Mathematics. 48 (2): 385–392. 1947 (most cited of all Cameron and Martin's papers)
- com W. T. Martin: «The behavior of measure and measurability under change of scale in Wiener space». Bull. Amer. Math. Soc. 53 (2): 130–137. 1947. MR 0019259
- com W. T. Martin: «The transformation of Wiener integrals by nonlinear transformations». Trans. Amer. Math. Soc,. 66: 253–283. 1949. MR 0031196
- com C. Hatfield, Jr.: «On the summability of certain orthogonal developments of nonlinear functionals». Bull. Amer. Math. Soc. 55 (2): 130–145. 1949. MR 0028534
- «A "Simpson's rule" for the numerical evaluation of Wiener's integrals in function space». Duke Math. J. 18 (1): 111–130. 1951. MR 0040589
- «The first variation of an indefinite Wiener integral». Proc. Amer. Math. Soc. 2: 914–924. 1951. MR 0045937
- com R. E. Fagen: «Nonlinear transformations of Volterra type in Wiener space». Trans. Amer. Math. Soc. 75: 552–575. 1953. MR 0059476
- «The translation pathology of Wiener space». Duke Math. J. 21 (4): 623–627. 1954. MR 0065033
- «A family of integrals serving to connect the Wiener and Feynman integrals». J. Math. and Phys. 39: 126–140. 1960–1961. MR 127776
- com D. A. Storvick: «A translation theorem for analytic Feynman integrals». Trans. Amer. Math. Soc. 125: 1–6. 1966. MR 0200987
- com D. A. Storvick: «Analytic continuation for functions of several complex variables». Trans. Amer. Math. Soc. 125: 7–12. 1966. MR 0203081
- com D. A. Storvick: «An L2 analytic Fourier–Feynman transform». Michigan Math. J. 23 (1): 1–30. 1976. MR 0404571
- com D. A. Storvick: A simple definition of the Feynman integral, with applications. Providence, Rhode Island: AMS. 1983. ISBN 0821822888 (paperback) Verifique |isbn= (ajuda) (48 pages)